# Mikrokomputer

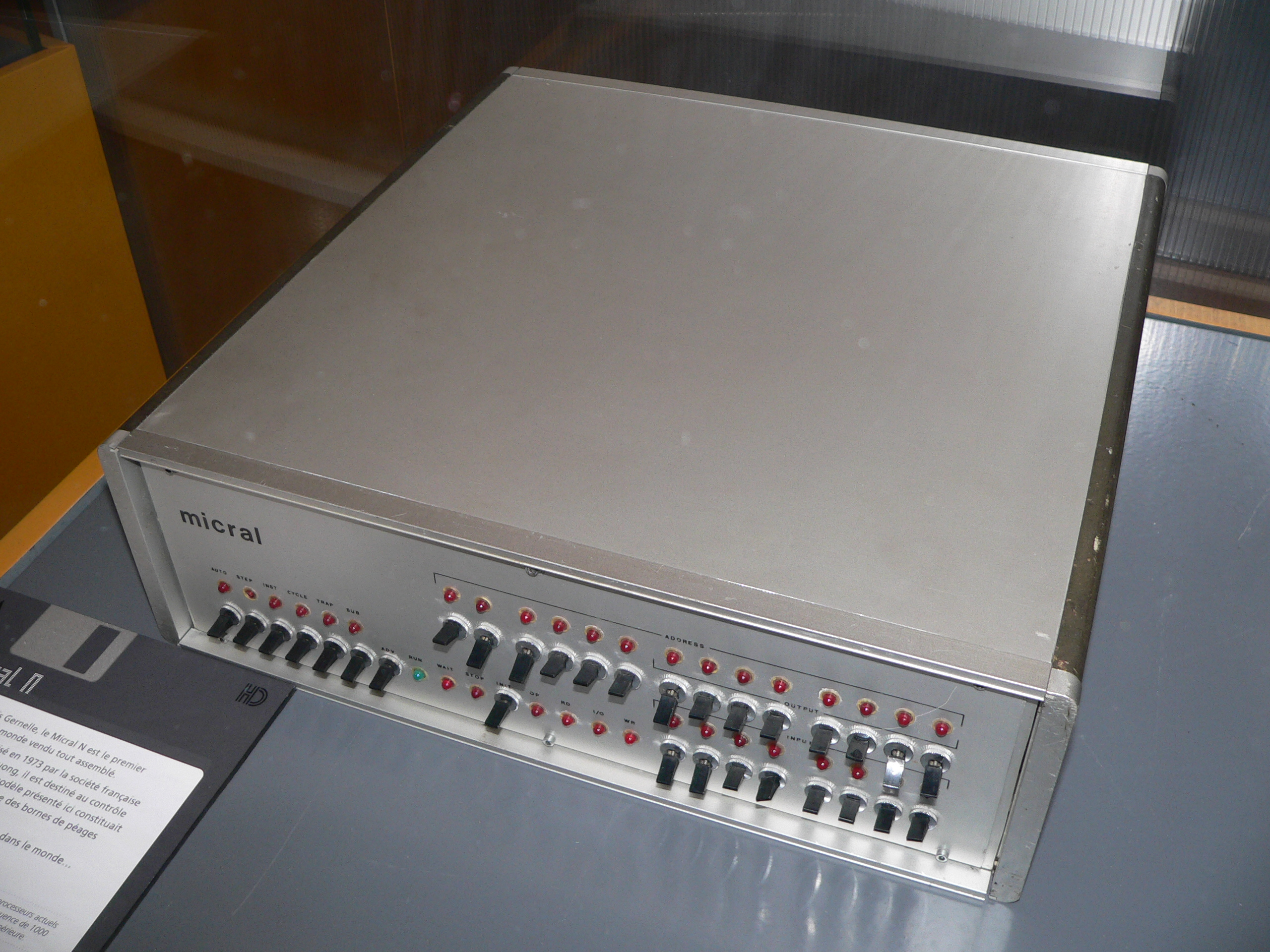
Micral-N, pierwszy komercyjnie dostępny mikrokomputer, z 1973 roku

Mikrokomputer – komputer o niewielkich rozmiarach, z pojedynczym mikroprocesorem, pracujący oddzielnie lub jako jeden z elementów złożonego układu, na przykład komputer osobisty, laptop.
Podstawowymi elementami mikrokomputera są:
- mikroprocesor (jednostka centralna, CPU)
- układ wejścia-wyjścia
- pamięci (ROM i RAM).

Elementy te są połączone z sobą i komunikują się przez szynę sterującą, szynę adresową i szynę danych.
Mikrokomputer w postaci jednego układu scalonego (mikrokomputer jednoukładowy) to mikrokontroler.

## Galeria

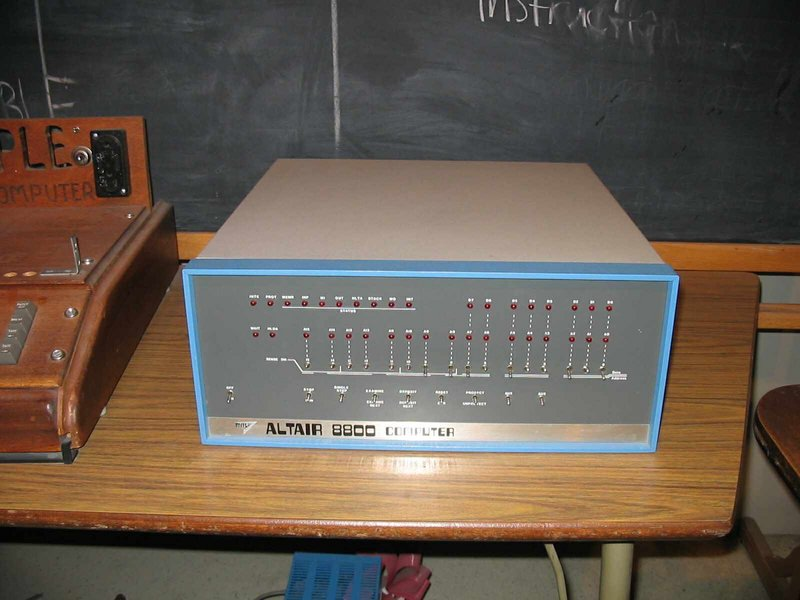
ALTAIR 8800 (1974)
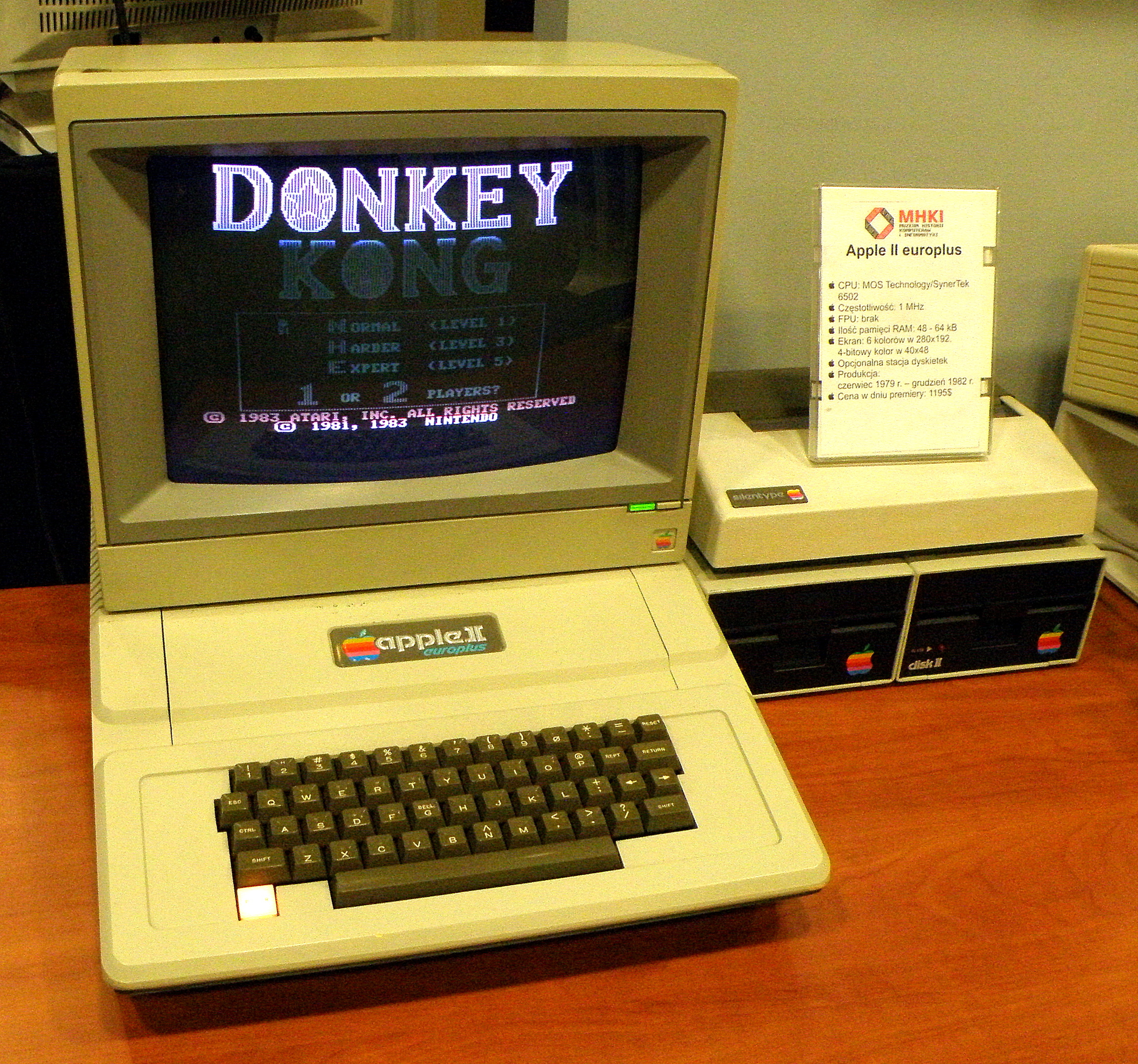
Apple II w MHKiI (1977)
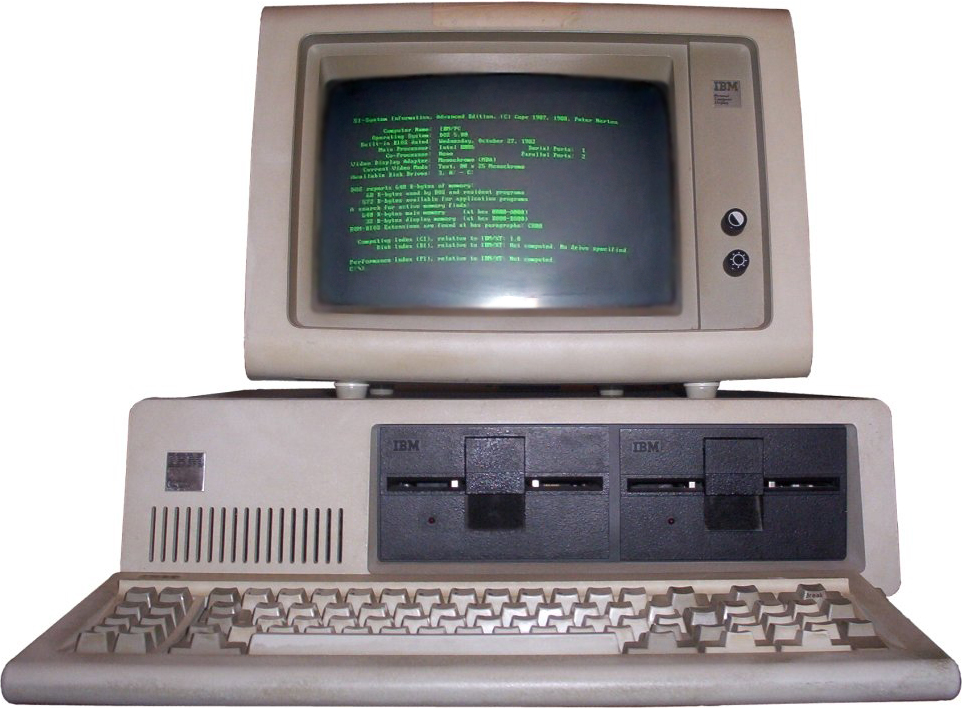
IBM PC (1981)
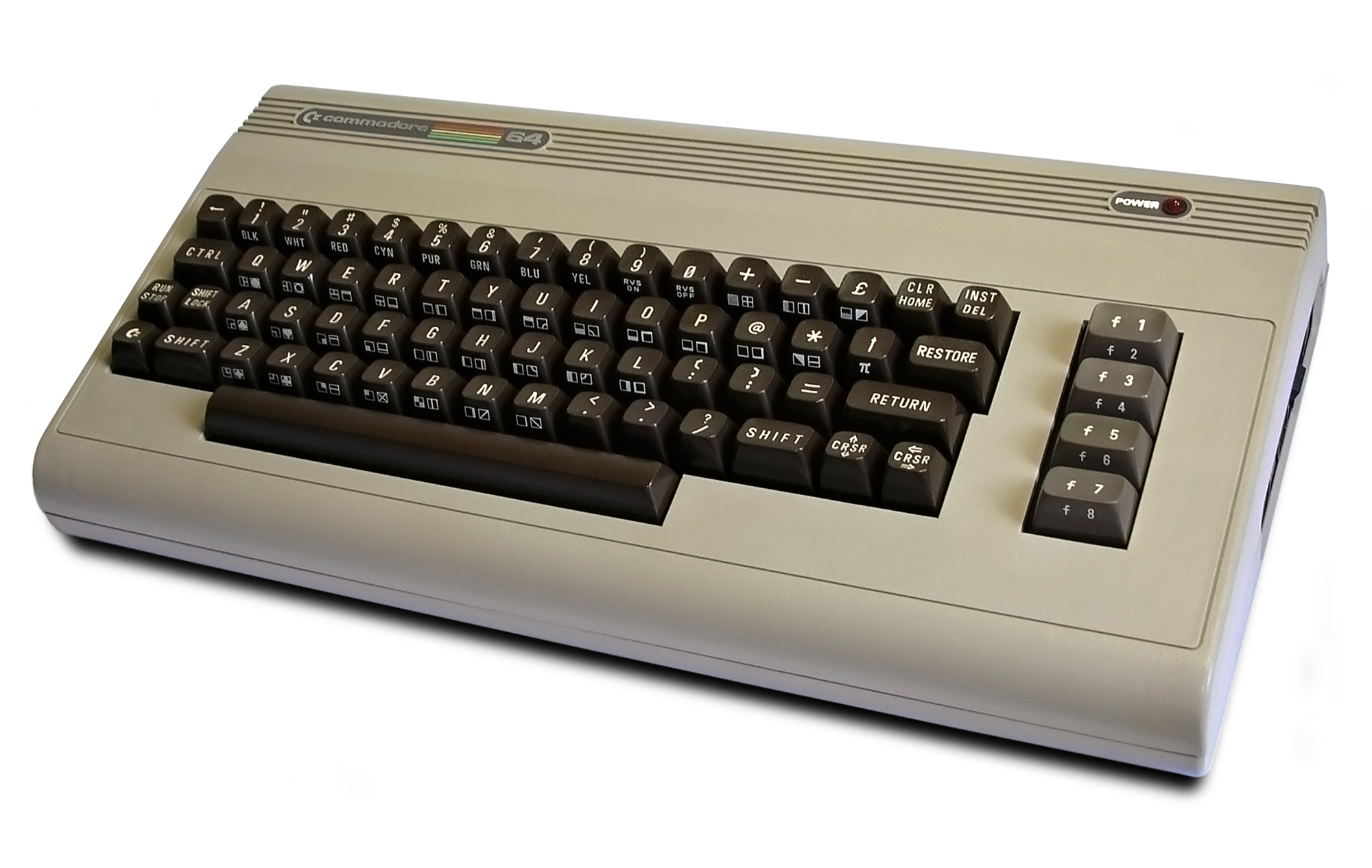
Commodore 64 (1982)
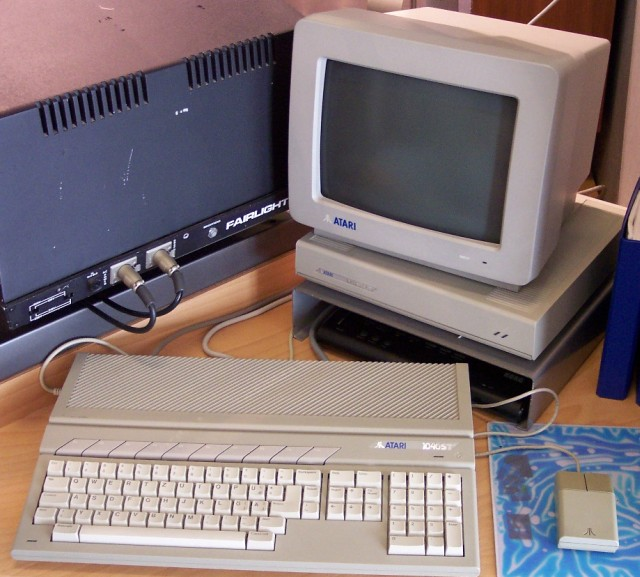
Atari ST (1985)